# John von Neumann
John von Neumann, nato János Lajos Neumann (AFI: [ˈjaːnoʃ ˈlɒjoʃ ˈnojmɒn]; Budapest, 28 dicembre 1903 – Washington, 8 febbraio 1957), è stato un matematico, fisico, informatico e ingegnere ungherese naturalizzato statunitense.
È generalmente considerato come uno dei più grandi matematici della storia moderna e una delle personalità scientifiche preminenti del XX secolo. A lui si devono contributi fondamentali in numerosi campi della conoscenza come la teoria degli insiemi, analisi funzionale, topologia, fisica quantistica, economia, informatica, teoria dei giochi, fluidodinamica e in molti altri settori della matematica.

## Biografia

### Origini e formazione
John von Neumann nacque a Budapest il 28 dicembre 1903 da una famiglia di banchieri ebrei. Le cronache narrano che già all'età di sei anni intrattenesse gli ospiti di famiglia con la sua prodigiosa memoria, ripetendo all'istante intere pagine di elenco telefonico che gli erano state mostrate solo per pochi istanti o eseguendo rapidamente a mente divisioni con due numeri da otto cifre. Ancora bambino, era in grado di intrattenere conversazioni in greco antico, arrivando a padroneggiare, intorno ai dieci anni, sei lingue, tra cui: greco e latino, francese, inglese, tedesco, ungherese.
Nel 1911 entrò nel ginnasio luterano e le sue capacità intellettuali non passarono inosservate. D'altronde ai bambini prodigio la scuola era già abituata, visto che nella classe superiore a quella di von Neumann si trovava Eugene Wigner. Così László Rátz, il prestigioso professore di matematica del ginnasio, si adoperò affinché al giovane Jancsi non mancasse un precettore privato universitario che lo seguisse e lo introducesse a poco a poco nell'ambiente matematico. Tra i suoi precettori va ricordato in particolare Mihaly Fekete.
In questo ambiente ricco di stimoli culturali e di contatti con gli ambienti sociali più colti e influenti, Janos maturò la convinzione che gli aspetti economici e sociali e le relazioni tra individui potessero essere trattati in termini matematici. Questa visione "pan matematica" del mondo caratterizzò il suo pensiero per tutta la vita.

### Il primo dopoguerra
Al termine della prima guerra mondiale, che non lasciò tracce sulla sua educazione, la famiglia von Neumann fu costretta a trasferirsi in Austria a causa dell'ascesa al potere di Béla Kun e della Repubblica sovietica ungherese. Ma i von Neumann tornarono in patria poco dopo e come ebrei subirono la persecuzione del dopo Kun. A 18 anni, al termine della sua educazione presso la scuola luterana, in collaborazione con Fekete scrisse il suo primo lavoro, poi pubblicato nel 1922 sulla rivista dell'Unione dei matematici tedeschi. Fu nominato miglior studente di matematica dell'Ungheria.
Ma il padre (banchiere, finanziere, consigliere economico del governo, reso nobile nel cognome dall’imperatore Francesco Giuseppe) aveva per lui altri progetti e chiese a Theodore von Kármán di convincere il giovane Jancsi a intraprendere la carriera negli affari o a seguire corsi universitari meno teorici e più rivolti ad applicazioni pratiche. Si arrivò a un compromesso, e Jancsi si iscrisse a chimica. A ventidue anni, quindi, si laureò in ingegneria chimica presso il Politecnico di Zurigo e in matematica a Budapest, dopo aver seguito i corsi di Fritz Haber e di Albert Einstein a Berlino.
Si trasferì poi a Gottinga, dove si occupò dei fondamenti della matematica e della meccanica quantistica, che studiò sotto la supervisione di David Hilbert per due anni, fino al 1927. In questo ambiente von Neumann entrò nel pieno della propria maturità scientifica e i lavori che qui produsse lo elevarono al rango di uno dei massimi matematici di ogni tempo. Sotto la guida di Hilbert, von Neumann si fece portabandiera dell'approccio assiomatico della matematica e del pensiero del suo maestro, che mirava a creare una teoria "metamatematica", in grado di dimostrare la coerenza di qualsiasi sistema formale.
L'approccio hilbertiano crollò con i teoremi di incompletezza di Kurt Gödel, che evidenziarono l'impossibilità di conseguire una dimostrazione completa della coerenza dell'aritmetica nel contesto del pensiero matematico. Quando Gödel espose i suoi risultati alla Seconda Conferenza sull'Epistemologia delle Scienze Esatte di Königsberg del 1930, von Neumann ne capì immediatamente la portata e nel giro di due mesi descrisse, parallelamente a Gödel, l'indimostrabilità della coerenza dell'aritmetica come conseguenza dei teoremi di incompletezza.
Johann, come si faceva chiamare in quel periodo, era già una celebrità e, oltre a pubblicare articoli di estrema importanza nella fisica sub-nucleare, sviluppò la teoria dei giochi, pubblicando nel 1928 sulla rivista Mathematische Annalen l'articolo Zur Theorie der Gesellschaftspiele (Sulla teoria dei giochi di società), che conteneva fra l'altro il risultato noto come teorema Minimax.

### Il trasferimento negli USA
Tra il 1930 e il 1933 fu invitato a Princeton, dove dimostrò una vena didattica non esemplare; la sua grande fluidità di pensiero metteva in difficoltà molti studenti, costretti a seguire i calcoli su una piccola porzione di lavagna, che lo scienziato cancellava poi velocemente impedendo agli allievi di copiare le equazioni. Nel 1933 aprì i battenti l'Institute for Advanced Study, sempre a Princeton, e von Neumann fu uno dei sei primi professori di matematica, insieme con Albert Einstein, Hermann Weyl, Marston Morse, Alexander e Oswald Veblen.
Con l'arrivo dei nazisti al potere, abbandonò la sua posizione accademica in Germania, considerando l'avventura americana ben più promettente. Von Neumann, infatti, tenne la cattedra di Princeton fino alla morte. Nel 1937, dopo che ebbe ottenuto la cittadinanza statunitense, gli fu proposto di collaborare con le forze armate, e da quel momento la sua scalata ai vertici delle istituzioni politico-militari non conobbe soste. Nel 1938 sposò Klara Dan.
Negli anni successivi von Neumann sfoggiò un enorme talento nel campo della ricerca e si interessò ai problemi legati alla turbolenza idrodinamica e quindi alla risoluzione delle equazioni differenziali non lineari, che gli servirono come stimolo per studiare nuove possibilità legate alla computazione elettronica. Durante la seconda guerra mondiale pubblicò, nel 1944 e insieme con Oskar Morgenstern, un testo che divenne un classico, Theory of Games and Economic Behavior, dove espose la teoria dei giochi. Alcuni anni più tardi Shannon, uno dei padri fondatori della teoria dell'informazione, si basò sui lavori di von Neumann per pubblicare l'articolo Una macchina giocatrice di scacchi.

### L'approccio all'informatica
Nel 1944 venne a conoscenza da un suo collega, Herman Goldstine, impegnato anch'egli nel Progetto Manhattan, dei tentativi effettuati presso il laboratorio balistico di costruire una macchina capace di trecento operazioni al secondo. Von Neumann ne fu profondamente colpito e vide nuovi e affascinanti scenari.
Il primo incontro con un calcolatore fu poco tempo dopo, con la macchina Harvard Mark I (ASCC) di Howard Aiken, costruita in collaborazione con l'IBM; poi conobbe ENIAC (Electronic Numerical Integrator And Computer) presso il Ballistic Research Laboratory, un ammasso enorme di valvole, condensatori e interruttori da trenta tonnellate di peso, costruita da J. Presper Eckert e John Mauchly.
Questo primordiale computer era utile nei calcoli balistici, meteorologici o sulle reazioni nucleari, ma era una macchina limitata, quasi priva di memoria e di elasticità, che eseguiva solo operazioni predeterminate. Per migliorarla bisognava utilizzare l'intuizione avuta da Alan Turing una decina d'anni prima nel suo articolo sui numeri computabili, cioè permettere al computer (l'hardware) di eseguire istruzioni codificate in un programma (software) inseribile e modificabile dall'esterno. Nel 1945 pubblicò come frutto di questi studi First Draft of a Report on the Edvac.
L'EDVAC (Electronic Discrete Variables Automatic Computer) era la prima macchina digitale programmabile tramite un software basata su quella che fu poi definita l'architettura di von Neumann.

### Gli esperimenti sulle armi ed il dopoguerra
Von Neumann fu cooptato nel Progetto Manhattan per la costruzione della bomba atomica; un coinvolgimento alimentato dal profondo odio verso i nazisti, i giapponesi e i sovietici. Fu lui a suggerire come lanciare la bomba atomica a Nagasaki per creare il maggior numero di danni e di morti, fu lui a intervenire nella costruzione della bomba al plutonio realizzando la cosiddetta "explosive lens", e ancora lui incentivò la costruzione di ordigni nucleari sempre più potenti. Innamorato delle auto e del lusso, von Neumann si spinse oltre, proponendo alle autorità militari di bombardare preventivamente con armi nucleari l'Unione Sovietica per scongiurare il pericolo rosso. La sua teoria dei giochi fu utilizzata in questo contesto per studiare e ipotizzare tutti i possibili scenari bellici che si possono sviluppare in seguito a certe decisioni.
Il fervore con cui appoggiava lo sviluppo degli ordigni atomici lo spinse a seguire di persona alcuni test nucleari nella seconda metà degli anni quaranta, che raggiunsero l'apice con la bomba H lanciata sulle Isole Marshall nel 1952. Probabilmente furono le radiazioni di questi test a condannarlo a morte, da lì a poco. Per questo suo forte impegno nelle tristi vicende belliche della seconda guerra mondiale e del nucleare militare che hanno segnato l'immaginario collettivo e l'opinione pubblica mondiale è visto come figura piuttosto controversa, ed etichettato come genio del male.
Nello stesso anno dell'esplosione della bomba H, fu nominato membro del General Advisory Committee della AEC (Atomic Energy Commission) e consigliere della CIA (Central Intelligence Agency, l'agenzia statunitense per lo spionaggio all'estero). Tre anni più tardi divenne membro effettivo dell'AEC. Nel pieno della guerra fredda, a metà degli anni cinquanta, si impegnò al massimo per la costruzione del missile balistico intercontinentale (ICBM) Atlas che, successivamente modificato, servì per le missioni spaziali, portando John Glenn nello spazio nel 1962.

### La morte

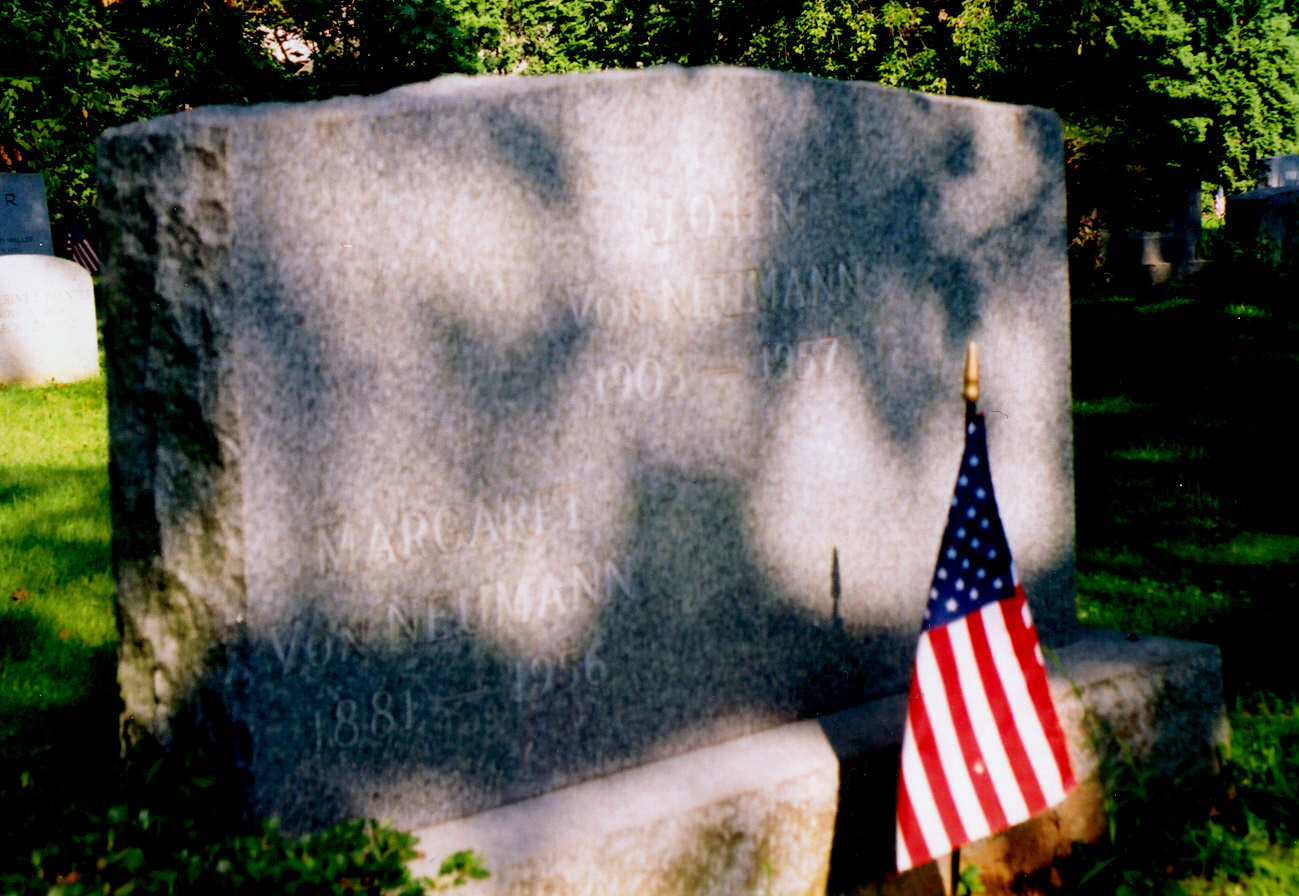
Tomba di John von Neumann a Princeton, New Jersey

Morì a causa di un tumore alle ossa che lo costrinse sulla sedia a rotelle, ma che non gli impedì di seguire di persona le riunioni strategiche con i militari, mentre si dedicava a nuovi studi sui programmi capaci di autoriprodursi e che lui chiamava automi cellulari. Confortato dalla figlia e dai pochi amici che gli furono vicini fino all'ultimo (come Eugene Wigner), John von Neumann morì l'8 febbraio 1957 a 53 anni.

## Il contributo dato alla scienza
John von Neumann è stato una delle menti più brillanti e straordinarie del secolo scorso. Insieme con Leó Szilárd, Edward Teller ed Eugene Wigner faceva parte del "clan degli ungheresi" ai tempi di Los Alamos e del Progetto Manhattan. Oltre a essere ungheresi, tutti e quattro erano ebrei, costretti a rifugiarsi negli USA per sfuggire ai nazisti.
Le sue capacità gli permisero di apportare contributi significativi, spesso assolutamente innovativi, in molti campi della ricerca, dalla matematica alla statistica, dalla meccanica quantistica alla cibernetica, dall'economia all'evoluzione biologica, dalla teoria dei giochi all'intelligenza artificiale. Il rapporto di von Neumann con i militari fu piuttosto stretto, alimentato dalle sue convinzioni antinaziste prima e anticomuniste poi, sfociate in un vero e proprio odio che lo portò ai vertici delle istituzioni politico-militari degli Stati Uniti d'America come membro del potente Comitato per i missili balistici intercontinentali.
Johnny, come lo chiamavano i suoi colleghi statunitensi, era anche un grande amante della vita, e accanto alla personalità geniale, ma cinica e spietata, conviveva senza contraddizione l'altro volto dello scienziato affabile, mai presuntuoso, simpatico e goliardico.

## Riconoscimenti
Nel 1956 ricevette il Premio Enrico Fermi dal Dipartimento dell'Energia degli Stati Uniti d'America.